# Hundehalterverordnung Mecklenburg-Vorpommern
Die Verordnung über das Führen und Halten von Hunden – HundehVO M-V – wurde am 11. Juli 2022 (GVOBl. M-V 2022, 441) vom Ministerium für Inneres, Bau und Digitalisierung des Landes Mecklenburg-Vorpommern erlassen. Sie ersetzte zum 23. Juli  2022 die Verordnung über das Führen und Halten von Hunden vom 4. Juli 2000 (GVOBl. M-V 2000, 295, 391), zuletzt geändert durch Verordnung vom 23. Juni 2020 (GVOBl. M-V 2020, 502). Grundlage der Verordnung ist § 17 des Gesetzes über die öffentliche Sicherheit und Ordnung in Mecklenburg-Vorpommern.

## Inhalt
Die Verordnung enthält vor allem Regelungen über gefährliche Hunde.
In Bezug auf Hunde im Allgemeinen wird bestimmt, dass von diesen keine Gefahren für Leben oder Gesundheit von Menschen oder anderen Tieren ausgehen und sie außerhalb des befriedeten Besitztums nicht unbeaufsichtigt laufen gelassen werden dürfen. Außerdem müssen sie ein Halsband mit den Daten des Halters tragen (§ 1 Abs. 3 bis 5 und § 2 Abs. 1 HundehVO M-V). Ferner sind Hunde beim Zusammenkommen zahlreicher Menschen an der Leine zu führen (vgl. im Einzelnen § 2 Abs. 2 HundehVO M-V).

## Regelungen über gefährliche Hunde
§ 3 Abs. 1 HundehVO M-V bestimmt, welche Hunde als gefährlich anzusehen sind, also eine über das natürliche Maß hinausgehende Kampfbereitschaft, Angriffslust, Schärfe oder vergleichbare menschen- oder tiergefährdende Eigenschaft besitzen. Dies ist insbesondere anzunehmen, wenn sie bissig sind, wiederholt Menschen gefährdet oder in gefahrdrohender Weise Menschen angesprungen haben oder andere Tiere unkontrolliert hetzen. Gemäß § 3 Abs. 2 HundehVO M-V stellt die örtliche Ordnungsbehörde die Gefährlichkeit nach Anhörung eines Amtstierarztes bzw. einer Amtstierärztin oder einer anderen sachverständigen Person durch einen Verwaltungsakt fest. Nach frühestens zwei Jahren kann die Behörde die Feststellung wieder aufheben (§ 3 Abs. 3 HundehVO M-V).
Nach § 5 Abs. 1 HundehVO M-V bedarf das Halten und Führen eines gefährlichen Hundes der Erlaubnis der zuständigen Behörde, die gemäß § 5 Abs. 3 HundehVO M-V unverzüglich nach der Feststellung der Gefährlichkeit zu beantragen ist. Die Voraussetzungen für die Erteilung der Erlaubnis sind in § 5 Abs. 2 HundehVO M-V geregelt. Erforderlich ist zunächst die ausreichende Sachkunde, die der Antragsteller durch eine Prüfung nachweisen muss (§ 6 HundehVO M-V). Darüber hinaus muss er u. a. die erforderliche Zuverlässigkeit und körperliche Eignung besitzen (§ 7 HundehVO M-V), d. h. er darf insbesondere keine gravierenden Straftaten begangen haben und in der Regel nicht alkohol- oder rauschmittelsüchtig sein.
Für gefährliche Hunde gelten zudem etwa die in § 4 HundehVO M-V geregelten Pflichten. So ist die Mitnahme von diesen Tieren auf Kinderspielplätze und regelmäßig an Badestellen verboten. Außerdem sind diese Tiere außerhalb des befriedeten Besitztums in der Regel an einer höchstens zwei Meter langen Leine zu führen und ein Maulkorb anzulegen.